# Riventosa
Riventosa (en cors A Riventosa) és un municipi francès, situat a la regió de Còrsega, al departament d'Alta Còrsega. L'any 1999 tenia 188 habitants.

## Demografia
| 1962 | 1968 | 1975 | 1982 | 1990 | 1999 |
| ---- | ---- | ---- | ---- | ---- | ---- |
| 103  | 108  | 97   | 121  | 135  | 188  |

## Administració
| Període   | Identitat                    | Partit | Qualitat |  |
| --------- | ---------------------------- | ------ | -------- |  |
| 2001-2008 | Jules Mathieu Robert Alberti |        |          |  |
| 2008-     | Marcel Cesari                | PNC    |          |  |